# Опус
Реч опус (фр. numéro)потиче из латинског језика и значи дело.
Овај термин може да се односи на књижевност, сликарство, позориште, балет, филм, музику и, уопште, све области уметничког стваралаштва.

## Два значења опуса
Опус може да има два значења:
1. Појединачно дело неке особе:
Рецимо: Бетовенов Трећи клавирски концерт, це мол, опус 37.
2. Целокупно стваралаштво неке особе:
Рецимо: "Опус архитекте Ћосића је огроман...", „Цели уметнички опус графичара је врло вредан...", „Његов књижевни опус обухвата комедије, приповетке, књижевну и позоришну критику."
У музици реч опус такође има двојако значење:
1. музичко дело (композиција),
2. целокупно стваралаштво једног музичара.

## Опис процеса нумерације музичких дела
Композитори и музиколози (људи који студирају и пишу о музици) реч опус (или скраћено Оп.) користе да би означили (ради лаког увида) хронолошки редослед настанка уметничких дела или однос радова у композиторовој целокупној колекцији, а некада се тако означава један период композиторовог стварања. Они уз наслов дела напишу и број опуса. На пример, када композитор компонује своју прву композицију, да јој наслов и означи је као „Опус 1" (Оп. 1). Следећа композиција би била „Опус 2" (Оп. 2) и тд.

## Који су разлози за вршење нумерације музичких дела
Овакав начин организоване каталогизације музичких композиција једног уметника умногоме помажу и олакшавају увид у композиторов стваралачки опус и брзо и лако сналажење сваког музичара или интересента за његов рад или његов одређени комад.
Бетовен је написао много клавирских соната. Сонату у А-дуру опус 26 написао је кад је био млад. Много година касније, написао је још једну клавирску сонату (такође у А-дуру), али она (да би се разликовала) има Опус 101 (види задњи нотни пример десно доле).

## Историјски аспект нумерисања музичких дела
Ознака Опус сe кроз историју користила још од 17. века па све до данашњих дана. Познато је да је Лудвиг ван Бетовен био веома систематичан и ажуран у томе.

## Другачије нумерације музичких дела
Сем класичне ознаке Оп., музиколози су композицијама које нису имале ознаке давали и другачије нумерације (уочи различите нумерације дела исписане курзивом испод нотних примера у десној колони). Прикажимо само неке најпознатије:
- BWV[4](engl. Bach Works Catalogue) су ознаке за композиције Јохана Себастијана Баха.

- KV или K (Köchel-Verzeichnis)[5] су ознаке за композиције Волфганга Амадеуса Моцарта које је приредио Ludwig von Köchel. Познато је да Моцартова музика није имала бројеве опуса. Музиколог Köchel направио је хронолошки попис свих Моцартових дела и дао им К нумерацију (К према Köchel). Köchelova нумерација иде до броја 622.

- D (Otto Erich Deutsch)[6] су ознаке за композиције Франца Шуберта које је приредио Otto Erich Deutsch.

- L (François Lesure)[7] су ознаке за композиције Клода Дебисија које је каталогизовао музиколог François Lesure.

- Радови Доменика Скарлатија могу се појавити под три различита каталошка система:

1. L (Alessandro Longo) су биле до 1906. ознаке за композиције Доменика Скарлатија. Приредио их је Alessandro Longo.
2. К или Кк (Ralph Kirkpatrick) је нова ознака за композиције Доменика Скарлатија која је заменила горњу каталогизацију L 1953. од стране Ralphа Kirkpatrickа.
3. P (Giorgio Pestelli) је нове ознака за композиције Доменика Скарлатија начињена од стране Giorgio Pestellija 1967. године.